# Jo Mihaly
Jo Mihaly, właśc. Elfriede Alice Kuhr, po mężu Steckel (ur. 25 kwietnia 1902 w Pile, zm. 29 marca 1989 w Seeshaupt) – niemiecka tancerka, aktorka, pisarka, działaczka społeczna; autorka najsłynniejszego dziecięcego dziennika z I wojny światowej.

## Rodzina i życie prywatne
Była czwartym dzieckiem Margarethe Golz-Kuhr (1875–1924), która była nauczycielką śpiewu, pianistką, dyrektorką Mistrzowskiej Szkoły Aktorskiej i Wokalnej w Berlinie, oraz architekta Richarda Kuhra (1865–1921). Przed jej urodzeniem rodzice się rozeszli i podzielili dziećmi – Elfriede, nazywana Piete, została z matką. Wychowywała się u dziadków, rodziców matki – Berty (1852–1929) i Eduarda Golza (1840–1912), kamieniarza i miejskiego radnego, którego firma zbudowała m.in. tunel dworca kolejowego i koszary piechoty w Pile. Od 1912 Piete wychowywała się ze wszystkimi trzema braćmi, bo ojciec nie sprawdził się w roli wychowawcy. W 1914 starsi bracia Piete zaciągnęli się do służby na statkach marynarki handlowej, a jej babka Berta z młodszymi dziećmi przeprowadziła się z „willi Golz” do mieszkania przy ul. Starej Dworcowej 17 (ob. 14 Lutego), gdzie mieszkała jej siostra.
W latach 1914–1917 Piete uczyła się w miejskim liceum Cesarzowej Augusty Wiktorii w Pile. W 1917 rozpoczęła pracę w miejskim domu dziecka jako opiekunka niemowląt. Skończyła kurs maszynopisania, stenotypii i pielęgniarski.
W 1920 wyjechała do Berlina, gdzie pomagała matce w prowadzeniu Mistrzowskiej Szkoły Dramatu i Muzyki. Ćwiczyła głos. Poza tym potajemnie studiowała balet klasyczny i taniec nowoczesny, samodzielnie opłacając zajęcia. Uczyła się w szkole prof. sztuki i projektanta mody Ottona Haas-Heyego i u awangardowej tancerki Berthe Trümpy.
W 1924 wróciła do Berlina, gdzie umarła jej matka. Przez 2 lata przechodziła załamanie nerwowe.
Po ślubie z Leonardem Steckelem w 1927 zamieszkała w berlińskiej „czerwonej kolonii artystów”, w kamienicy przy Breitenbachplatz w dzielnicy Wilmersdorf. Ich sąsiadami, przyjaciółmi i współpracownikami byli najbardziej cenieni twórcy epoki.
W dniu 3 lutego 1933 urodziła córkę Anję Barbarę (po mężu Ott). Jeszcze w tym samym roku emigrowała do Szwajcarii.
Po II wojnie światowej trafiła do Frankfurtu nad Menem. Latem 1946 mąż zabrał ją do Szwajcarii. Małżeństwo rozwiodło się w 1949. Wyjechała z Zurychu i przeprowadziła się do Ascony. Tam mieszkała przez 40 lat.
W 1951 dokonała konwersji na katolicyzm.
W latach 1963–1977, kiedy jej przyjaciel, mentor i patron Carl Selig zmarł, mieszkała w jego domu w Neufahrn w Bawarii. Przebywała tam z córką.
Zmarła po krótkiej chorobie. Spoczęła na cmentarzu w Seeshaupt obok wnuka Oliviera.

## Dziennik z I wojny światowej
Od sierpnia 1914 do listopada 1918 Piete spisywała dziennik, w którym zawarła informacje na temat Piły, swojej rodziny i przyjaciół. Opisała pracę swojej babki w punkcie Czerwonego Krzyża na dworcu kolejowym w Pile.
Dziennik odnalazła przypadkowo po latach. Pierwsze wydanie ukazało się w 1982 (przedmowa – Horst Budjuhn, niemiecki pisarz i scenarzysta urodzony w Bydgoszczy, który krótko mieszkał w Pile). Drugie wydanie pojawiło się na rynku w 1984, a trzecie jako wersja kieszonkowa w 1986.
W 1998 ukazało się angielskie tłumaczenie dziennika There we’ll meet again. The young German girls diary of the First World War. Tłumacz Walter Wright odbył wędrówkę śladami autorki.
Zanim dziennik Piete Kuhr wydano po polsku, był używany w Pile jako źródło do dziejów miasta i inspiracja do organizacji wielu wydarzeń. W 2007 zorganizowano Spotkania po latach ze sławną pilanką Piete Kuhr/Jo Mihaly. Poza tym wydano broszurę o jej życiu i twórczości, a w I LO im. Marii Skłodowskiej Curie i Pilskim Domu Kultury wystawiano inscenizacje bazujące na dzienniku. Zorganizowano sesję popularnonaukową i wykłady w szkołach. W 2010 w galerii „Labirynt” Pilskiej Spółdzielni mieszkaniowej zorganizowano spotkanie poetycko-literackie poświęcone jej pamięci. W 2014 Muzeum Okręgowe w Pile zorganizowało wystawę Piła w okresie I wojny światowej 1914–1918, na której gościem był Thomas B. Schumann jako opiekun spuścizny po Jo Mihaly. W 2015 dziennik Piete Kuhr posłużył jako kanwa do stworzenia dokumentu Piła w czasach Wielkiej Wojny autorstwa regionalisty Jana Szwedzińskiego we współpracy z historykiem Markiem Fijałkowskim z Muzeum Okręgowego w Pile i Wiesławą Szczygieł-Kusowską – animatorką kultury w Pile, autorką opracowań i felietonów. Wyemitowano go w TV Astra jako 88. odcinek serii Tajemnice historii. Poza tym wspomniana stacja pokazała film Piła oczami Elfriede „Piete” Kuhr wyreżyserowany przez Piotra Gadzinowskiego i Pawła Michała Różyckiego, zaś w dzień urodzin Piete Kuhr aktorka Katarzyna Węglicka czytała fragmenty wojennego dziennika. Spotkanie zorganizowano w Regionalnym Centrum Kultury w Pile. Nauczyciele z pilskich szkół organizowali wycieczki śladami Piete Kuhr.
W 2015, podczas konferencji naukowej organizowanej przez Instytut Kulturoznawstwa Uniwersytetu Adama Mickiewicza i Akademię Muzycznej w Poznaniu pod hasłem Kobiety i/a doświadczenie wojny 1914–1945 i później Wiesława Szczygieł-Kusowska wygłosiła referat pt. Piete idzie na wojnę. Tekst ukazał się drukiem w publikacji pokonferencyjnej.
W 2017 Wiesława Szczygieł-Kusowska we współpracy z Janem Szwedzińskim doprowadziła do polskiego wydania dziennika. Ukazał się pt. „...znów się tam spotkamy!”. Wojenny dziennik dziewczynki 1914–1918. Opracowanie tekstu było możliwe dzięki stypendium Marszałka Województwa Wielkopolskiego w dziedzinie kultury oraz temu, że w 2009 córka artystki przekazała miastu Piła prawa do tłumaczenia dziennika. Wydanie książki umożliwił crowdfunding.

## Twórczość
Jako aktorka Piete zadebiutowała w 1923. Została członkinią zespołu Haas-Heye-Ballett, z którym wyruszyła w tournee po Niemczech i Europie. Występowała w kabarecie, rewiach, wodewilach i w cyrku. Na prośbę babki przyjęła pseudonim artystyczny Jo Mihaly.
W 1926, wraz z Lisą Ney i Lou Eggers, pracowała w Teatrze Trzech Miast (Chorzów, Bytom i Gliwice). Wówczas stworzyła pierwsze etiudy choreograficzne: Robotnika (Der Arbeiter) i Krzywdę (Leid) oraz układ grupowy Bajeczne tańce (Tanzmärchen). W kolejnym sezonie artystycznym w tańczyła w Berlinie w Teatrze Ludowym (Volksbühne). Debiutowała rolą Tytanii w Śnie nocy letniej W. Szekspira. Podczas pracy nad sztuką poznała aktora i reżysera Leonarda Steckela, późniejszego męża.
Po ślubie opracowała autorski recital złożony z etiud choreograficznych o przesłaniu pacyfistycznym. Zaprojektowała do niego kostiumy, opracowała recital muzycznie. Układy choreograficzne do tańców były opatrzone następującymi tytułami: Kwiat z podwórza (Blume im Hinterhof), Wizja wojny (Vision eines Krieges), Matka (Mütter), Judyta zabija Holofernesa (Judith erschlägt den Holofernes), Robotnik (Der Arbeiter), Krzywda (Leid), Parobek, który dostał ziemię (Der Knecht, als er einen Acker bekam), Prześladowanie Żydów (Die Verfolgung der Juden). Użyła munduru brata, wojskowych butów wuja i hełmu żołnierza z Belgii, by wystąpić jako personifikacja wojny. Recital prezentowała m.in. na Berlińskiej Scenie Narodowej. Tańce z lat 1928–1933 przyniosły jej rozgłos i uznanie.
Związała się z Bractwem Włóczęgów (Bruderschaft der Vagabunden), przyjaźniąc z twórcą i ideologiem ruchu Gregorem Gogiem i jego żoną Anni Geiger-Hof. W czasopiśmie ruchu – „Wieści” (Der Kunde) – publikowano jej reportaże, wiersze i opowiadania. W 1929 wzięła udział w zielonoświątkowym Międzynarodowym Kongresie Włóczęgów w Stuttgarcie. Tam, podczas wystawy, zaprezentowała swoje rysunki i wycinanki. Pierwsze książki, wszystkie z rysunkami jej autorstwa, ukazały się w Stuttgarcie w wydawnictwie Bractwa Włóczęgów. Były to: Ballada o nędzy (Ballade vom Elend, 1927), Teatr lalek i inne ciekawe historie (Kasperltheater und andere nachdenkliche Geschichten, 1929) i powieść Michael Arpad i jego dziecko. Los dziecka w drodze (Michael Arpad und sein Kind. Kinderschicksal auf der Landstrasse, 1930). Publikacje trafiły na listę książek zakazanych w III Rzeszy.
W 1933 odmówiła przyjęcia tytułu Narodowej Artystki Rzeszy, będąc świadomą zmian w Niemczech i przyszłych trudności związanych z żydowskim pochodzeniem męża. Decyzję o emigracji do Szwajcarii przyśpieszyły narodziny córki oraz zaangażowanie społeczne małżonków. Z kilkumiesięczną córką Jo wyjechała do Zurichu, gdzie jej mąż już pracował w Schauspielhaus jako aktor i reżyser.
W Szwajcarii kierowała robotniczym agitacyjno-propagandowym zespołem „Nowy Chór”, z którym jeździła na występy w całym kraju. Ceniono jej inscenizacje Uwaga – dzieci! (Vorsicht, Kinder!) i Czerwona nić (Der Rote Faden).
Po 1933 rzadko pokazywała się jako tancerka. W 1935 wystąpiła z recitalem na scenach Schauspielehaus i Volkbühne w Zurichu, zastępując sławną wówczas Alessandrę Moissi. Występ powtórzyła w 1947 w mniejszej sali. W 1935 tańczyła w Zurychu i w Klubie Nauczycielskim w Paryżu. Z pieśniarzem Ernstem Buschem wykonała program Pieśni naszych czasów.
W 1942 wyszła jej powieść Opiekun Brata (Der Hüter des Bruders) przygotowana na zorganizowany w USA konkurs dla niemieckich pisarzy emigrantów. Tekst otrzymał entuzjastyczne recenzje. Po wydaniu w Zurichu pracę już rok później przetłumaczono na duński, szwedzki, czeski i holenderski. W Polsce wydał ją w 1951 Państwowy Instytut Wydawniczy (Obrońca brata swego). W Niemczech natomiast ukazała się dopiero w latach siedemdziesiątych i to pod zmienionym tytułem Gesucht: Stepan Varesku (Poszukiwany: Stefan Varesku). Później książka była kilka razy wznawiana, a ostatnio wydana w 1990.
W 1946 w Zurychu ukazał się tom wierszy Nie milczeliśmy. Wiersze z obcego kraju (Wir verstummen nicht. Gedichte in der Fremde) wydany z L. Ajchenrandem i S. Hermlinem. W Stuttgarcie opublikowano jej powieść Kamienie (Die Steine). Po wojnie tworzyła opowiadania, wiersze, słuchowiska, sztuki teatralne, książki dla dzieci, eseje, artykuły kulturalno-polityczne. Pisała teksty krytyczne dla czasopism, radia i telewizji. Współpracowała z prasą. Do 1980 organizowała środowiskowe „Rozmowy Literackie”.
Na przełomie lat sześćdziesiątych i siedemdziesiątych XX w., przebywając w miasteczku Neufahrn w Bawarii, wraz z córką założyła pismo „Miesiące” poświęcone kulturze regionu oraz powołała Klub Dyskusyjny.
Ostatnią rolą w jej życiu była rola narratorki w filmie Isy Hesse-Rabinovitch Duchy i goście. Pamięci Grand Hotelu Brissago (Geister und Gäste. In memoriam Grand Hotel Brissago) z 1989. Film miał premierę już po jej śmierci.
W 2002 ukazała się niepublikowana wcześniej powieść Auch wenn es Nacht is (Nawet jeśli jest to noc). Powieść powstała w Szwajcarii. Akcja rozpoczyna się zimą 1945. Książka prezentuje przeżycia Niemki i Polaka uciekających z oblężonej przez Rosjan Piły.

## Działalność społeczna
Wraz z mężem angażowała się w działalność opozycyjnych i antynazistowskich lewicowych organizacji. Do 1933 była członkinią Rote Gewerkschaftsopposition (Czerwonej Opozycji Związkowej), Rote Hilfe (Czerwonej Pomocy) i Freidenkerbund (Związku Wolnomyślicieli).
Po przyjeździe do Szwajcarii w 1933 nie miała pozwolenia na pracę, dlatego do 1949 pisywała artykuły do najważniejszych gazet w Bazylei, Lucernie, Zurychu i St. Gallen oraz emigracyjnego „Uciekiniera przez Granice”. Teksty podpisywała pseudonimami Jaques Michel, J. Josias czy Francesco Moletta.
W latach 1938–1939 była agentką ruchu oporu. Pomagała żydowskim uciekinierom. Organizowała spotkania kulturalne w obozach dla uchodźców – łącznie doprowadziła do skutku ponad sto imprez, wykładów, odczytów, spektakli, koncertów, nierzadko umożliwiając debiut lub pierwsze występy późniejszym sławom (G. Solti, L. Lindtberg, M. Sperber, F. Hochwälder, F. Bondy). Podkreślała zadania, które stoją przed poetą w czasach, w których działała, mówiła o powstaniu Żydów w getcie w Warszawie. Została przewodniczącą Związku Kulturalnego Uchodźców. Angażowała się w akcje humanitarne, kulturalne, artystyczne i polityczne. Wspierała emigrantów i uchodźców w dochodzeniu ich praw, sprzeciwiając się m.in. szwajcarskiej polityce azylowej.
W 1943 była współzałożycielką i przewodniczącą Ruchu Wolnych Niemiec. W 1944 skontaktowała się ze 180 niemieckimi literatami, emigrantami w Szwajcarii, by założyć Stowarzyszenie Ochrony Niemieckich Pisarzy w Szwajcarii. Była jedną z założycieli Międzynarodowego Stowarzyszenia Ochrony Niemieckich Pisarzy, następnie jego honorowym członkiem i w latach 1944–1946 jego przewodniczącą.
W 1945 wyjechała do Frankfurtu nad Menem, by jako reprezentantka szwajcarskiego komitetu „Wolne Niemcy” przekazać zebrane w Szwajcarii, a niedostępne w okresie III Rzeszy partytury muzyczne, przybory do malowania oraz książki. Materiały te stały się podstawą organizacji Archiwum Niemieckiej Literatury Emigracyjnej we Frankfurcie.
Włączyła się w odbudowę kraju. Została członkinią komisji kultury rady Frankfurtu nad Menem. Założyła Niezależne Niemieckie Towarzystwo Kultury (Freie Deutsche Kulturgesellschaft). We Frankfurcie organizowała wystawy, odczyty i koncerty artystów, których twórczość została zakazana przez nazistów.
W dniu 12 kwietnia 1946 w Stuttgarcie wygłosiła mowę pt. Wśród zadań pisarza w chwili obecnej (Von den Aufgaben des Schriftstellers in der Gegenwart), skierowaną do zgromadzenia członków Stowarzyszenia Ochrony Pisarzy Niemieckich (Schutzverband deutscher Schriftsteller). W tym samym roku powołano ją do Doradczej Komisji Wielkiej Hesji, poprzedniczki Parlamentu Landu Hesji, gdzie zajmowała się tematyką kształcenia nauczycieli i reformą szkolną.
Nie zgodziła się na karierę polityczną, choć jej nazwisko znalazło się na piątym miejscu listy wyborczej KPD do Krajowego Zgromadzenia Konstytucyjnego.

## Nagrody
Kilkakrotnie ją odznaczono. Wśród wyróżnień znalazły się m.in. nagroda honorowa Zurychu (1948, 1958 i 1960) oraz Nagroda Kulturalna Ascony (1979).

## Upamiętnienie
W 1991 powstał dwuczęściowy dokument produkcji francusko-niemieckiej Niemy krzyk. Przestrzeń, która we mnie płacze. Hołd dla niemieckiego tańca ekspresjonistycznego (The Silent Scream – L’espace qui CRIE de moi. Hommage à la dance expressioniste allemande), w którym Jo Mihaly została przedstawiona jako jedna z najważniejszych tancerek swoich czasów.
Dzięki Thomasowi B. Schumannowi, wydawcy powieści Jo Mihaly, po Niemczech krąży wystawa Jo Mihaly – tancerka, pisarka, polityk (fotografie, dokumenty, listy, rękopisy, książki i obrazy). Ekspozycja powstała we współpracy z Krajowym Muzeum Prus Zachodnich w Münster i Fundacją Dom Gerharta Hauptmanna Niemieckie Wschodnioeuropejskie Forum w Düsseldorfie.
W 2009 Muzeum Okręgowe w Pile wzbogaciło się o popiersie Jo Mihaly dłuta Wernera Müllera podarowane przez córkę artystki.
W 2011 w Szwajcarii wydano biografię Jo Mihaly autorstwa Niklausa Starcka – Jo Mihaly i ludzka godność. Biografia ilustrowana (Jo Mihaly und die Würde des Menschen), jak również Listy miłosne do Ticino, które Jo Mihaly pisała pisywane do córki (Liebesbriefe an den Tessin, geschrieben von Jo Mihaly), opracowane przez Niclausa Starcka i Anję Ott.
Imię Jo Mihaly nosi jedna z ulic Neufahrn. Miejscowa szkoła w 2014 obrała ją za patronkę, ponieważ jako osoba kreatywna, mająca odwagę by stawać w obronie własnych przekonań, darząca szacunkiem każdego człowieka, umiejąca rozwijać własne pasje, współczująca i do końca swoich dni walcząca z nazizmem, ksenofobią i dyskryminacją rasową. W tym samym roku niemiecka telewizja ARTE emitowała niemiecko-francusko-kanadyjski serial Pamiętniki Wielkiej Wojny. Jeden z odcinków poświęcono pamiętnikowi Piete Kuhr.
W latach 2014–2015 Anja Tuckermann (autorka) i Miranda Markgraf (tancerka) organizowały literacko-taneczne wieczory poświęcone Jo Mihaly. Organizowano je w Niemieckim Archiwum Tańca w Magdeburgu, Berlinie i Kolonii.
W 2018, w rocznicę urodzin Jo Mihaly, na ścianie budynku w Pile, w którym się urodziła, odsłonięto pamiątkową tablicę. Napis o treści 25 kwietnia 1902 roku w tym budynku urodziła się Elfriede Alice Kuhr, autorka dziennika z I wojny światowej, tancerka, pisarka, działaczka, pacyfistka, emigrantka, jedna z wielkich kobiet XX wieku, znana jako Jo Mihaly jest po polsku i niemiecku. Tablicę zaprojektował Norbert Sarnecki, artysta z Poznania. Tablicę odsłonili: Wiesława Szczygieł-Kusowska oraz prezydent Piły Piotr Głowski.
W 2021 Paweł Michał Różycki otrzymał stypendium Marszałka Województwa Wielkopolskiego na produkcję filmu fabularnego o Piete Kuhr (Jo Mihaly). Premiera filmu miała miejsce 13 grudnia 2021 w Pile.